# Copris pseudochus
Copris pseudochus är en skalbaggsart som beskrevs av Teruo Ochi och Masahiro Kon 2004. Copris pseudochus ingår i släktet Copris och familjen bladhorningar. Inga underarter finns listade i Catalogue of Life.